# Encinasola
Encinasola è un comune spagnolo di 1 755 abitanti situato nella comunità autonoma dell'Andalusia.

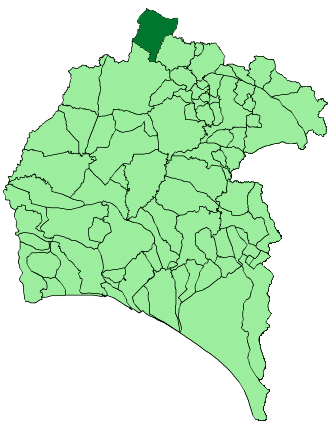
Mappa del comune nella provincia